# Polinomi trigonomètric
Un polinomi trigonomètric, també anomenat suma trigonomètrica és una combinació lineal finita de funcions trigonomètriques sinus i cosinus del tipus {\displaystyle \sin(nx)} i {\displaystyle \cos(nx)} amb {\displaystyle n}, prenent els valors d'un o més nombres naturals, i {\displaystyle x} un nombre real. Els polinomis trigonomètrics són àmpliament utilitzats, per exemple, en la interpolació trigonomètrica aplicada a funcions periòdiques, en la solució d'equacions diferencials lineals ordinàries amb coeficients constants, i en el càlcul de la transformada discreta de Fourier. El polinomi trigonomètric també permet una representació complexa (formal) clara en la que certes combinacions lineals complexes es formen a partir de les funcions exponencials en lloc de les funcions cosinus i sinus. Amb aquesta representació, sovint es simplifiquen els càlculs.
En la teoria de funcions, l'anàlisi funcional i en moltes aplicacions, com la teoria del nombre analític, qualsevol combinació lineal complexa de funcions amb un nombre {\displaystyle \omega >0} fix real es denomina polinomi trigonomètric complex o suma trigonomètrica complexa.
Tant els polinomis trigonomètrics reals com els complexos proporcionen les millors aproximacions úniques, en qualsevol grau {\displaystyle n} donat, per a cada funció que les funcions trigonomètriques generadores que cada un conté com a base ortonormal (sistema ortogonal).
Els polinomis trigonomètrics són sumes parcials de les sèries de Fourier, les quals tenen infinits termes.

## Definicions

### Polinomi trigonomètric real
S'anomena polinomi trigonomètric real de grau n-èsim, a qualsevol funció {\displaystyle P(x)} definida per:
{\displaystyle P(x)={\frac {\alpha _{0}}{2}}+\sum _{k=1}^{N}\alpha _{k}\cos(kx)+\sum _{k=1}^{N}\beta _{k}\sin(kx)\qquad (x\in \mathbf {\mathbb {R} } )}
sent {\displaystyle \alpha _{k}} i {\displaystyle \beta _{k}} coeficients reals no nuls, amb {\displaystyle 0\leq n\leq N}

### Període d'un polinomi trigonomètric
Un polinomi trigonomètric real, sent compost de funcions periòdiques, també es pot definir una mica més generalment pel seu període, sent aquest un nombre real positiu {\displaystyle T}. Si es defineix {\displaystyle {\displaystyle \omega ={\frac {2\pi }{T}}}}, llavors el polinomi es pot escriure com :
{\displaystyle P(x)={\frac {\alpha _{0}}{2}}+\sum _{k=1}^{N}\alpha _{k}\cos(k\omega x)+\sum _{k=1}^{N}\beta _{k}\sin(k\omega x)\qquad (x\in \mathbf {\mathbb {R} } )}
on {\displaystyle \omega } és l'anomenada freqüència angular.
Per als paràmetres restants, les mateixes suposicions i designacions s'apliquen com en el cas especial de {\displaystyle T=2\pi } i {\displaystyle \omega =1}.

### Polinomi trigonomètric complex
De manera similar, s'anomena polinomi trigonomètric complex de grau n-èsim, a qualsevol funció {\displaystyle P(x)} definida per:
{\displaystyle P(x)={\frac {\alpha _{0}}{2}}+\sum _{k=1}^{N}\alpha _{k}\cos(kx)+i\sum _{k=1}^{N}\beta _{k}\sin(kx)\qquad (x\in \mathbf {\mathbb {R} } )}
sent {\displaystyle \alpha _{k}} i {\displaystyle \beta _{k}} també coeficients reals no nuls, amb {\displaystyle 0\leq n\leq N} i {\displaystyle i={\sqrt {-}}1}.
Usant la fórmula d'Euler, l'anterior equació pot ser reescrita com:
{\displaystyle f(x)=\sum _{k=-N}^{N}\gamma _{k}e^{ikx}\qquad (x\in \mathbf {\mathbb {R} } ).}
sent {\displaystyle \gamma _{k}} un coeficient complex, escrit en la forma polar {\displaystyle \gamma _{k}=c_{k}e^{i\theta _{k}}} o en la forma 
{\displaystyle \gamma _{k}=a_{k}+ib_{k}}

## Propietats

### Ortogonalidad
Els polinomis trigonomètrics compleixen amb les següents propietats ortogonals, sent {\displaystyle (k,l\in \mathbb {N} )} i {\displaystyle \omega } definit com s'ha fet prèviament:
1. {\displaystyle \int _{0}^{\frac {2\pi }{\omega }}\cos(k\omega x)\cdot \sin(l\omega x)\,dx=0},
2. {\displaystyle \int _{0}^{\frac {2\pi }{\omega }}\cos(k\omega x)\cdot \cos(l\omega x)\,dx={\begin{cases}0\quad (k\neq l)\\{\frac {\pi }{\omega }}\quad (k=l\neq 0)\\{\frac {2\pi }{\omega }}\quad (k=l=0)\end{cases}}}
3. {\displaystyle \int _{0}^{\frac {2\pi }{\omega }}\sin(k\omega x)\cdot \sin(l\omega x)\,dx={\begin{cases}0\quad (k\neq l)\\{\frac {\pi }{\omega }}\quad (k=l\neq 0)\\0\quad (k=l=0).\end{cases}}}

En el cas dels polinomis trigonomètrics complexos, sent {\displaystyle (k,l\in \mathbb {Z} )} l'ortogonalitat s'expressa així:
{\displaystyle \int _{0}^{\frac {2\pi }{\omega }}e^{ik\omega x}\cdot e^{-il\omega x}\,dx={\begin{cases}0\quad (k\neq l)\\{\frac {2\pi }{\omega }}\quad (k=l).\end{cases}}}

### Convergència
El teorema de Fejér estableix que la mitjana aritmètica de les sumes parcials de la sèrie de Fourier de la funció {\displaystyle f} convergeix uniformement a {\displaystyle f}, sempre que aquesta funció sigui contínua en el cercle, donant així una manera explícita de trobar un polinomi trigonomètric aproximat {\displaystyle T}.

### Teorema de Weierstrass
Els polinomis trigonomètrics formen un conjunt dens en l'espai de funcions contínues en el cercle unitari, amb la norma uniforme. Aquest és un cas especial del teorema de Stone-Weierstrass. Més concretament, per a cada funció contínua {\displaystyle f} i cada {\displaystyle \epsilon >0}, existeix un polinomi trigonomètric {\displaystyle T} tal que {\displaystyle |f(z)-T(z)|<\epsilon } per a tot nombre {\displaystyle z}.

### Quantitat d'arrels
Un polinomi trigonomètric de grau N té un màxim de 2N arrels en qualsevol interval semiobert {\displaystyle [a,a+2\pi )}sent {\displaystyle a} un nombre real.